# Tårup (Nyborg Kommune)
 For alternative betydninger, se Tårup. (Se også artikler, som begynder med Tårup)
Tårup er en landsby på Fyn med 295 indbyggere  (2024). Tårup er beliggende i Frørup Sogn – Taarup Sogn fire kilometer øst for Frørup, 10 kilometer syd for Nyborg og 33 kilometer sydøst for Odense. Tårup er beliggende i Nyborg Kommune, der er en del af Region Syddanmark. Du kan læse meget mere om livet i Tårup på https://www.taarupportalen.dk
Taarup Kirke ligger i landsbyen.